# 翁果岱
翁果岱，又作翁刚代，蒙古科尔沁部首领，号巴图鲁珲台吉。他是成吉思汗之弟合撒儿之十七世孙，奎蒙克塔斯哈喇之曾孙。
明万历二十一年（1593年），翁果岱联合海西女真叶赫、乌拉、辉发、锡伯等九部共三万兵，攻打建州女真的首领努尔哈赤，兵败于古埒山（今辽宁新宾胜利村）。万历三十六年（1608年），他又应乌拉部之请攻击努尔哈赤，但再度失败。后遗使同努尔哈赤通好。
翁果岱有子土谢图汗奥巴、扎萨克图郡王布达齐。